# Антрасимия
Антрасимия (лат. Anthrasimias, от др.-греч. ἄνθραξ «уголь» и Simias) — вымерший род мокроносых приматов (Strepsirrhini), известный по окаменелостям с территории Индии.
Единственный вид рода — Anthrasimias gujaratensis. Ископаемые остатки были найдены в отложениях раннего эоцена возрастом 54—55 млн лет в штате Гуджарат на западе Индии. В то время Индостанская плита была островом. Антрасимия имела массу приблизительно 75 грамм.
Данный род, наряду с архицебусом, считали одним из древнейших сухоносых приматов и включали в семейство Eosimiidae. Следующим древнейшим известным по возрасту представителем группы обезьянообразных считалась эосимия, известная по отложениям в Китае, чей возраст оценивается в 45 млн лет. Однако, позже ископаемые остатки и антрасимии отнесли к виду Marcgodinotius indicus, который вместе с Asiadapis cambayensis входит в состав семейства Asiadapidae мокроносых приматов.